# Małgorzata Szczęśniak
Małgorzata Szczęśniak (ur. 1954) – polska scenografka i autorka kostiumów współtworząca duet artystyczny z Krzysztofem Warlikowskim.

## Życiorys
W 1972 ukończyła Liceum Sztuk Plastycznych w Krakowie. Później studiowała na Wydziale Filozofii i Psychologii Uniwersytetu Jagiellońskiego. W latach 1981–1984 studiowała na Wydziale Scenografii Akademii Sztuk Pięknych w Krakowie. Wśród jej profesorów na ASP byli Andrzej Kreütz Majewski (promotor jej pracy dyplomowej) oraz Lidia i Jerzy Skarżyńscy.
Jest żoną Krzysztofa Warlikowskiego, z którym regularnie współpracuje od pierwszej połowy lat 90. Ich pierwszymi dziełami były przedstawienia dyplomowe w krakowskiej szkole teatralnej - Białe noce wg Fiodora Dostojewskiego i Auto da fé wg Eliasa Canettiego w 1992 roku . Do dziś była autorką scenografii i kostiumów do niemal wszystkich jego spektakli, zarówno przedstawień teatralnych, jak i operowych.
Jej prace niejednokrotnie były prezentowane na wystawach indywidualnych i zbiorowych w Europie. W 1990 Szczęśniak brała udział w Quadriennale Scenografii w Pradze, w 1994 pokazała swoje prace na Wystawie Młodych Scenografów w Katowicach. W 2007 roku powróciła na praskie Quadriennale, gdzie jej projekty reprezentowały polską sztukę scenograficzną. W 2008 roku otwarto wystawę jej prac w centrum kulturalnym „La Bellone” w Brukseli (kuratorka: Ewa Toniak). Wystawie towarzyszyła publikacja i pierwsza monografia twórczości scenografki: Pojawia się i znika. Małgorzata Sczęśniak. Wystawa projektów scenograficznych. W lipcu 2013 w Nowym Teatrze w Warszawie architektka Aleksandra Wasilkowska przygotowała wystawę Pojawia się i znika. Architektura scenografii Małgorzaty Szczęśniak. W 2015 otrzymała nagrodę za najlepszą scenografię na Festiwalu Boska Komedia za pracę przy spektaklu Francuzi Warlikowskiego. Jury w uzasadnieniu stwierdziło, że „scenografia wciąga widzów w wielość przedstawionych światów, by doświadczali ciągłości rozwoju dramatu poprzez stworzenie silnie osadzonego w przestrzeni poczucia czasu”.

## Odznaczenia i wyróżnienia
Postanowieniem prezydenta RP Bronisława Komorowskiego z 22 czerwca 2015 została odznaczona Krzyżem Kawalerskim Orderu Odrodzenia Polski „za wybitne zasługi w pracy twórczej i działalności artystycznej, za osiągnięcia w promowaniu polskiej kultury” i 1 lipca tego roku udekorowana tym odznaczeniem.
W 2021 została wyróżniona nagrodą International Opera Award.

## Rodzina
Jej młodszy brat Paweł Szczęśniak (ur. 1958) był jednym z założycieli kawiarni Prowincja i Nowa Prowincja w Krakowie.

## Realizacje – scenografia (wybór)
- 1992: Auto da fé
- 1993: Kochankowie piekła (Teatr Ludowy w Krakowie)
- 1993: Markiza O. (Stary Teatr im. Heleny Modrzejewskiej w Krakowie, reż. Krzysztof Warlikowski)
- 1993: Zdrada (Stary Teatr im. Heleny Modrzejewskiej w Krakowie, reż. Marek Fiedor)
- 1993: Trucizna teatru (Teatr Nowy w Poznaniu, reż. Krzysztof Warlikowski)
- 1994: Oleanna (Stary Teatr im. Heleny Modrzejewskiej w Krakowie, reż. Paul Lampert)
- 1994: Kupiec wenecki (Teatr im. Wilama Horzycy w Toruniu, reż. Krzysztof Warlikowski)
- 1997: Elektra (Teatr Dramatyczny w Warszawie, reż. Krzysztof Warlikowski)
- 1997: Tancerz mecenasa Kraykowskiego (Teatr Powszechny w Radomiu, reż. Krzysztof Warlikowski)
- 1998: Perykles (Piccolo Teatro w Mediolanie, reż. Krzysztof Warlikowski)
- 1999: Hamlet (Teatr Rozmaitości w Warszawie, reż. Krzysztof Warlikowski)
- 2000: Burza Szekspira (Staatstheater w Stuttgarcie, reż. Krzysztof Warlikowski)
- 2000 The Music Programm Roxanny Panufnik (opera) (Teatr Wielki w Warszawie)
- 2000 Don Carlos Giuseppe Verdiego (opera), (Teatr Wielki w Warszawie)
- 2003: Ubu Rex (Teatr Wielki w Warszawie, reż. Krzysztof Warlikowski)
- 2003: Dybuk (Teatr Rozmaitości w Warszawie w koprodukcji z Wrocławskim Teatrem Współczesnym, reż. Krzysztof Warlikowski)
- 2004: Makbet (Staatstheater w Hanowerze, reż. Krzysztof Warlikowski)
- 2005: Krum (Teatr Rozmaitości w Warszawie w koprodukcji ze Starym Teatrem w Krakowie, reż. Krzysztof Warlikowski)
- 2006: Wozzeck (Teatr Wielki w Warszawie, reż. Krzysztof Warlikowski)
- 2006: Madame de Sade (Tonnel Groep w Amsterdamie, reż. Krzysztof Warlikowski)
- 2006: Ifigenia w Taurydzie (Opera Paryska, reż. Krzysztof Warlikowski)
- 2007: Anioły w Ameryce (Teatr Rozmaitości w Warszawie, reż. Krzysztof Warlikowski)
- 2009: (A)pollonia (Nowy Teatr w Warszawie, reż. Krzysztof Warlikowski)
- 2009: Król Roger (Opera Paryska, reż. Krzysztof Warlikowski)
- 2010: Macbeth (Theatre La Monnaie Bruksela, reż. Krzysztof Warlikowski)
- 2010: The Rake's Progress (Staatsoper Berlin, reż. Krzysztof Warlikowski)
- 2011: Opowieści afrykańskie według Szekspira (Nowy Teatr w Warszawie, reż. Krzysztof Warlikowski)
- 2012: Marylin Mongoł (Teatr Ateneum w Warszawie, reż. Bogusław Linda)
- 2012: Poppea e Nerone (Teatro Real, Madryt, reż. Krzysztof Warlikowski)
- 2013: Kabaret warszawski (Nowy Teatr w Warszawie, reż. Krzysztof Warlikowski)
- 2015: Francuzi (Nowy Teatr w Warszawie, reż. Krzysztof Warlikowski)
- 2015: Zamek Sinobrodego Béli Bartóka (opera) (Opera Paryska, reż. Krzysztof Warlikowski)
- 2017: Naznaczeni Franza Schrekera (opera) (Bayerische Staatsoper w Monachium, reż. Krzysztof Warlikowski)
- 2017: Peleas i Melizanda wg Claude' a Debussy'ego (opera) (festiwal Ruhrtriennale, Essen, reż. Krzysztof Warlikowski)
- 2018: Z domu umarłych Leoša Janáčka (opera) (Royal Opera House w Londynie, reż. Krzysztof Warlikowski)
- 2018: Wyjeżdżamy wg Hanocha Levina (Nowy Teatr w Warszawie, reż. Krzysztof Warlikowski)
- 2019: Salome Richarda Straussa (opera) (festiwal Staatsoper, Monachium, reż. Krzysztof Warlikowski)
- 2019 Lady Makbet mceńskiego powiatu Dymitra Szostakowicza(opera) (Opera Bastille w Paryżu, reż. Krzysztof Warlikowski)